# Nominalizam
Nominalizam - srednjovjekovni, veoma rašireni i utjecajni nauk, koji u osnovi negira vrijednost pojmova i drži kako egzistiraju isključivo pojedinačne stvari, a pojmovi su samo imena za te pojedinačne stvari.